# ذعر العام 1930
كان ذعر عام 1930 أزمة مالية حدثت في الولايات المتحدة أدت إلى انخفاض حاد في المعروض النقدي خلال فترة تراجع النشاط الاقتصادي. أثارت سلسلة من حالات فشل مصرفي في المناطق الزراعية خلال هذه الفترة الزمنية حالة من الذعر بين المودعين مما أدى إلى الانسحاب من البنوك في جميع أنحاء البلاد.
أدت الزيادة في مبلغ النقد الصعب المحتفظ به بدلاً من الودائع إلى خفض تأثير مضاعف الأموال الذي قلل من المعروض النقدي والإنفاق، مما أدى إلى جر النمو الاقتصادي للسنوات القادمة. أدى الافتقار إلى السياسة النقدية التوسعية من قبل مجلس الاحتياطي الفيدرالي إلى جانب هذا الوضع المالي والاقتصادي المتدهور إلى تفاقم الركود إلى ما أصبح يعرف باسم الانكماش الكبير وفيما بعد الكساد الكبير.

## الفشل المصرفي
حدثت حالات الفشل في الغالب بين البنوك المستأجرة من الدولة. شكلت البنوك الوطنية أقل من سدس إجمالي حالات الفشل المصرفي وأقل من الربع كانوا أعضاء في نظام الاحتياطي الفيدرالي.
يعتبر بنك كالدويل وشركاه، وهو بنك استثماري رائد، بمثابة فشل مصرفي ملحوظ. وتضمنت مصالحه المالية البالغة نصف مليار دولار عددًا من شركات التأمين والمؤسسات الصناعية وسلسلة البنوك الأكبر في المنطقة. عندما انهار كالدويل، انهارت شبكته المالية أيضًا. أدى انهياره إلى زيادة الطلب على العملة من البنوك في المناطق المتضررة.

## دور نظام الاحتياطي الفيدرالي
لم يقم الاحتياطي الفيدرالي، الذي تم إنشاؤه في عام 1913 ردًا على ذعر العام 1907، بتوسيع المعروض النقدي الوطني خلال هذه الفترة الزمنية. اتخذت البنوك الاحتياطية الفيدرالية الإقليمية مناهج مختلفة لمواجهة حالة الذعر.
اتبع الاحتياطي الفيدرالي في سانت لويس عقيدة الفواتير الحقيقية ولم يفتح نافذة الخصم للبنوك الأعضاء في مشاكل بعد انهيار بنك كالدويل. فتح بنك الاحتياطي الفيدرالي في أتلانتا نافذة الخصم للبنوك الأعضاء الموسرة التي لديها أوراق مالية غير سائلة وكانت بحاجة إلى سيولة. كان معدل فشل البنوك في ظل مجلس الاحتياطي الفيدرالي في أتلانتا أقل من تلك الموجودة في بنك الاحتياطي الفيدرالي في سانت لويس، مما أعطى مصداقية للنظرية القائلة بأن الذعر كان إلى حد كبير قضية السيولة وليس الملاءة المالية.

## تفسيرات
يُنظر إلى عدم السيولة المقترن بانتشار الخوف على أنه العامل الرئيسي في التعجيل بالأزمة المالية. أدت عدوى الخوف إلى ارتفاع الطلب قصير الأجل على العملة وزاد من إجهاد سيولة البنوك، ونتيجة لذلك جعلها التدفق النقدي معسرة. كما أدت العدوى إلى قيام البنوك بالتخلي عن أصولها المكتسبة لتكوين احتياطياتها مما أدى إلى فشل بعض البنوك التي كانت قادرة على الوفاء بالديون.
يُنظر إلى إعسار الميزانية العمومية على أنه تفسير آخر محتمل للذعر المصرفي. ومع ذلك، تظهر البيانات أن معظم حالات فشل البنوك بسبب إفلاس الميزانية العمومية حدثت بين فترات الذعر بين 1930-1933 بينما حدثت معظم حالات فشل البنوك بسبب نقص السيولة أثناء الذعر المصرفي الفعلي. لوحظت الصدمات غير السائلة عن طريق قياس زيادة الاكتناز.

## ما بعد الذعر
بعد الانكماش الكبير الذي أعقب ذلك، بدأ بنك الاحتياطي الفيدرالي في تعلم كيفية التعامل مع الذعر المصرفي الإقليمي وبدأ في تبني دوره كمقرض الملاذ الأخير. أصبحت أهمية إجراء سياسة نقدية توسعية واضحة نتيجة للكساد الكبير الذي أعقب ذلك.